# フォース・インディア VJM01

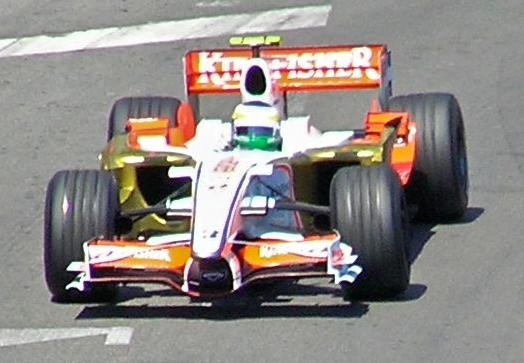
2008年モナコグランプリで、ジャンカルロ・フィジケラが運転するVJM01

フォース・インディア VJM01はフォース・インディアが2008年のF1世界選手権に投入したフォーミュラ1カー。日本人エンジニアである羽下晃生プロジェクトリーダー（チーフデザイナーに相当する役職）、吉永雄一ギアボックス・セクションリーダーがマシン開発に関わっている。

## 開発
シェイクダウン直後のマシンは昨年型であるF8-VIIBがベースのために似ていたが、開幕直前に新型エアロパッケージを投入。更なる速さを求め、第9戦イギリスGPに大幅に改良したエアロパッケージを投入。さらに第12戦ヨーロッパGPに、クイックシフト機構を持つギアボックスが投入され、1周につき約1秒のラップタイムの短縮効果がもたらされた。

## スペック
- シャーシ名 VJM01
- 全高 950 mm
- 前トレッド 1,480 mm
- 後トレッド 1,418 mm
- ホイール BBS製
- 重量 605kg

### エンジン
- エンジン名 フェラーリTipo056
- 気筒数・角度 V型8気筒・90度
- 排気量 2,398cc

## 記録
シーズン当初から入賞圏から離れたレースが続いたが、第6戦モナコグランプリでスーティルが4位走行。チームの初入賞が見えていたが、終盤にキミ・ライコネンに追突されリタイヤという結果に終わってしまった。 ただ、黄旗が振られている最中に3台をオーバーテイクしたことが原因で、追突されなくても入賞はなかった。
| 年   | No. | ドライバー               | 1   | 2   | 3   | 4   | 5   | 6   | 7   | 8   | 9   | 10  | 11  | 12  | 13  | 14  | 15  | 16  | 17  | 18  | ポイント | ランキング |
| 年   | No. | ドライバー               | AUS | MAL | BHR | ESP | TUR | MON | CAN | FRA | GBR | GER | HUN | EUR | BEL | ITA | SIN | JPN | CHN | BRA | ポイント | ランキング |
| ---- | --- | ------------------------ | --- | --- | --- | --- | --- | --- | --- | --- | --- | --- | --- | --- | --- | --- | --- | --- | --- | --- | -------- | ---------- |
| 2008 | 20  | エイドリアン・スーティル | Ret | Ret | 19  | Ret | 16  | Ret | Ret | 19  | Ret | 16  | Ret | Ret | 13  | 19  | Ret | Ret | Ret | 16  | 0        | 10位       |
| 2008 | 21  | ジャンカルロ・フィジケラ | Ret | 12  | 12  | 10  | Ret | Ret | Ret | 18  | Ret | 14  | 15  | 14  | 17  | Ret | 14  | Ret | 17  | 18  | 0        | 10位       |